# Melrakkaslétta

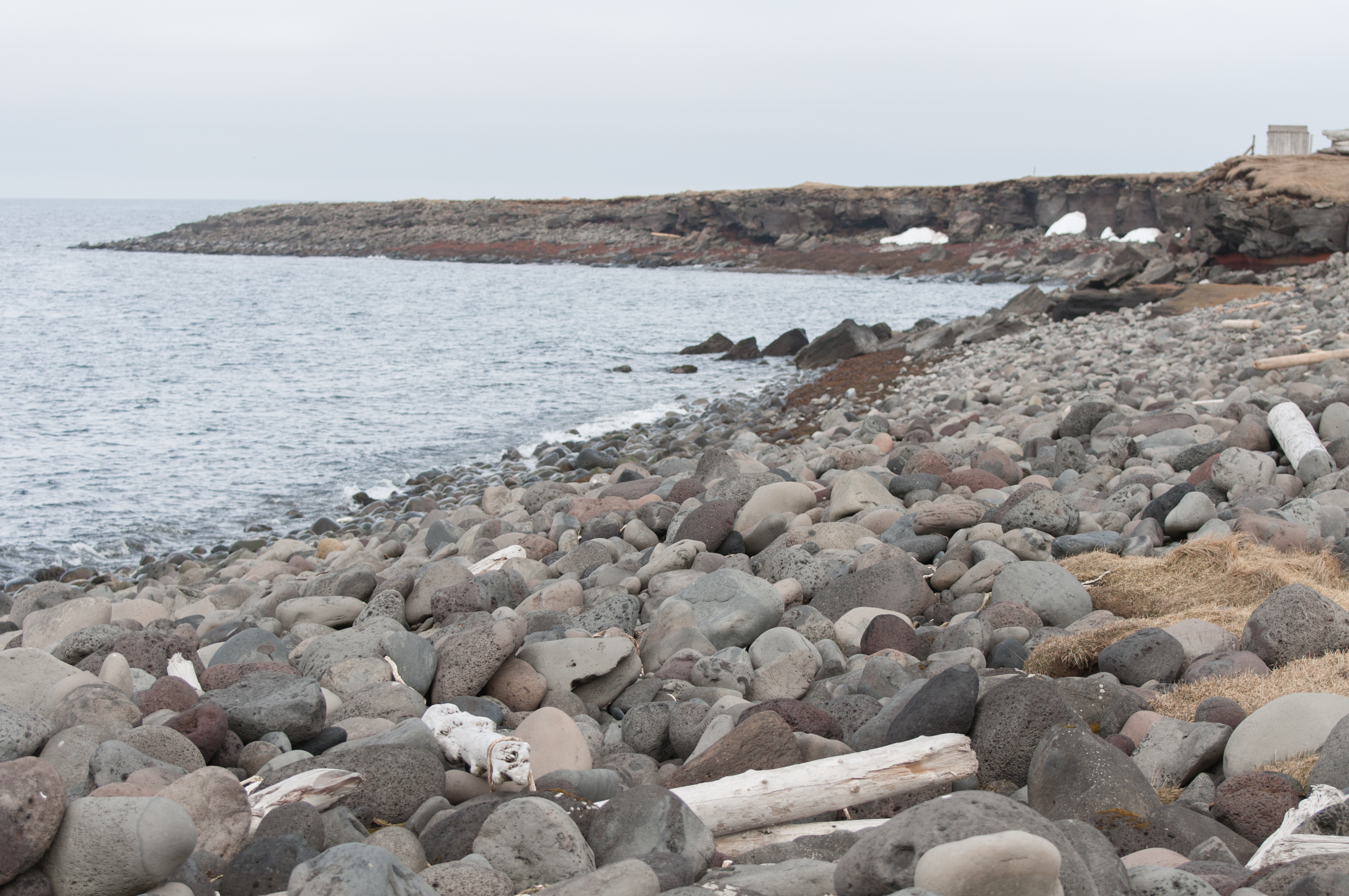
Zachodni brzeg półwyspu w okolicach Kópasker

Melrakkaslétta – półwysep w północno-wschodniej Islandii, między zatokami Öxarfjörður i Þistilfjörður. Stanowi najbardziej wysuniętą na północ część wyspy z dwoma przylądkami uznawanymi za najbardziej skrajne punkty wyspy Hraunhafnartangi i Rifstangi - do 2016 ten pierwszy uznawany był za najbardziej wysunięty na północ punkt wyspy, ale dokładniejsze pomiary wskazały na drugi z nich. 
Półwysep ma około 30 km szerokości i 40 km długości. Jego powierzchnia jest w większości płaska, poza pasmami wzniesień we wschodniej i zachodniej części osiągającymi 250–300 m n.p.m. Wschodnia część półwyspu obfituje w jeziora i tereny podmokłe. Dlatego też jest on ważnym siedliskiem ptactwa.
Półwysep jest słabo zaludniony – główne miejscowości na jego terenie to Kópasker (122 mieszk.) na zachodnim brzegu oraz Raufarhöfn (186 mieszk.) na wschodnim brzegu. Miejscowości te łączy droga nr 85 i 874.